# Narathiwat
Narathiwat, (thai: นราธิวาส) är en provins (changwat) i södra Thailand. Provinsen hade år 2000 662 350 invånare på en areal av 4 475,0 km². Provinshuvudstaden är Narathiwat.

## Administrativ indelning
Provinsen är indelad i 13 distrikt (amphoe). Distrikten är i sin tur indelade i 77 subdistrikt (tambon) och 551 byar (muban).
1. Mueang Narathiwat
2. Tak Bai (malajiska: Tabal)
3. Bacho (malajiska: Bahcok)
4. Yi-ngo (malajiska: Jeringo)
5. Ra-ngae
6. Rueso (malajiska: Rusa)
7. Si Sakhon
8. Waeng
9. Sukhirin
10. Su-ngai Kolok (malajiska: Sungai Golok)
11. Su-ngai Padi (malajiska: Sungai Padi)
12. Chanae
13. Cho-airong

- Wikimedia Commons har media som rör Narathiwat.